# Hermòcrates de Siracusa
Hermòcrates de Siracusa (en llatí: Hermocrates, en grec antic: Ἑρμοκράτης) fou un home d'estat siracusà fill d'Hermó, dirigent de la ciutat de Siracusa al temps de la invasió atenenca. De família notable que segons l'historiador sicilià Timeu deia ser descendent del déu Hermes.
Ja era un personatge destacat el 424 aC quan el senat el va nomenar delegat al congrés general de ciutats gregues de Sicília que es va fer a Gela l'estiu d'aquell any, en el que Tucídides, que li fa pronunciar un llarg discurs, atribueix a la seva influència la decisió dels reunits de resoldre els problemes mitjançant una pau general.
El 415 aC es va posar al capdavant de la defensa de la ciutat però sense ostentar cap comandament però després de la derrota a l'hivern, va exposar que la dispersió del comandament entre diversos generals debilitava Siracusa i va ser nomenat ell mateix, junt amb Heraclides de Siracusa i Sicà, com a general en cap (estrateg) amb plens poders.
Llavors el van enviar a Camarina per contrapesar la influència atenenca i va aconseguir la neutralitat de la ciutat. Quan els atenencs van ocupar Epipoles, va recomanar la construcció d'una muralla per tallar les línies atenenques, però es va refusar el projecte, i els atacs siracusans no van tenir èxit. Hermòcrates va acusar els seus generals del desastre i els va destituir i en va nomenar uns altres, fins que a l'arribada de Gílip aquest va agafar el comandament i va capgirar la situació militar.
Va lluitar a Epipoles a l'arribada de Demòstenes i va donar suport a Gílip en la necessitat de fer també la guerra a la mar. Quan finalment els atenencs van ser derrotats i es van retirar per terra, Hermòcrates es va anticipar i va poder retardar la retirada dos dies que van ser fatals pels atenencs. Va salvar les vides de Nícies i Demòstenes en un principi, encara que l'assemblea siracusana en va ordenar l'execució.
Després va exercir influència per donar suport als espartans en la guerra contra Grècia (guerra del Peloponès) però només va aconseguir l'enviament d'un esquadró de 20 trirrems (i dos més de Selinunt) dels que va agafar el comandament i es va unir a la flota espartana d'Astíoc (412 aC) i va participar en la batalla de Cinossema manant l'ala dreta, i encara que no va poder impedir la derrota, va salvar la seva part de flota amb només la pèrdua d'un vaixell. No va estar present a la batalla d'Egospòtam (tot i que Polibi diu que si que hi era).
Després dels canvis de comandament a Siracusa el 409 aC, les seves tropes li van demanar de restar al capdavant de la flota fins a l'arribada d'un nou almirall; fins i tot se li va proposar assolir el poder a Siracusa però Hermòcrates va aconsellar obediència i poc després va entregar el comandament al nou almirall.
Va anar a la cort de Farnabazos II que li va donar diners i naus per tornar a Siracusa i amb 5 trirrems i 1000 soldats va desembarcar a Messana i aliat als exiliats d'Hímera i als seus partidaris a Siracusa, va intentar una revolució. Va fracassar i se'n va anar a Selinunt que estava en ruïnes (havia estat destruïda pels cartaginesos), la va restaurar i va acollir refugiats d'arreu de l'illa de Sicília. Així va crear una base d'on va atacar als cartaginesos de Mòtia i Panorm als que va derrotar (408 aC).
El 407 aC va tornar a Hímera i va enterrar els ossos dels grecs morts en batalla contra els cartaginesos uns dos anys abans i els va retre honors. Aquest fet li va donar molta popularitat i va suposar l'enderrocament de Diocles de Siracusa, però la sentència de desterrament contra Hermòcrates va romandre vigent.
Una mica després es va acostar a la ciutat amb una força considerable on va ser admès com amic, entrant amb alguns soldats; quan els siracusans es va adonar que els seus soldats eren pocs, els van atacar i els van matar a tots incloent Hermòcrates, abans que la resta del seu exèrcit podes entrar a la ciutat en el seu ajut.
Va deixar un fill i la seva filla es va casar després amb el tirà Dionís el Vell.